# 包信和
包信和（1959年8月—），江苏扬中人，中国物理化学家，无党派人士，主要从事表面化学与催化基础和应用研究。

## 生平
1982年毕业于复旦大学化学系，1987年获该校博士学位。
1987年至1989年在复旦大学化学系任教。1989年至1995年获洪堡基金资助在德国馬普學會弗里茨哈伯研究所进行合作研究。1995年至2015年在中国科学院大连化学物理研究所工作，任催化基础国家重点实验室研究员，博士生导师，中国科学院研究生院教授（其间2000年8月至2007年2月，任中国科学院大连化学物理研究所所长；2009年3月至2015年9月，任中国科学院沈阳分院院长）。
2009年当选中国科学院院士。2015年9月任复旦大学常务副校长。2017年6月，任中国科学技术大学校长。2018年2月24日，当选为第十三届全国人大代表。2024年，他不再担任中国科学技术大学校长。

## 学术贡献
包信和團隊主要領導催化基础国家重点实验室，設於中国科学院大連所的這個團隊，長期攻關能源燃料的轉化科技用以解決能源問題，首创氧化物和分子筛纳米复合催化剂及催化过程（Ox-Zeo），達成煤基合成气的成果，簡而言之就是將煤炭氣化或煤液化，用於傳統石油和天然氣的應用場景。
最終2016年从原理上创立了一条低耗水的煤转化新途径，将氧化物催化剂与分子筛复合，突破了90多年前德國發明的費托合成（Fischer–Tropsch process）煤製烯烴程序高耗水高排放二氧化碳缺點，傳統模式也因這缺點而無法實用化只能用於特殊情境，此次突破獲《科學》雜誌評價為里程碑式創新，可能改變世界能源格局。国内外大都采用石油生产烯烃，而对于60%以上石油进口、能源结构以煤为主且水资源日益短缺的中国而言，在煤制烯烃领域取得这新突破的重要性不言而喻。